# Salzkrautbilch
Der Salzkrautbilch oder Wüstenschläfer (Selevinia betpakdalaensis) ist eine Nagetierart. Früher als einziges Mitglied einer eigenen Familie (Seleviniidae) betrachtet, wird er heute in die Familie der Bilche (Gliridae) eingegliedert, deren bekanntester Vertreter der Siebenschläfer ist.

## Beschreibung
Er erreicht eine Kopf-Rumpf-Länge von sieben bis achteinhalb Zentimetern und eine Schwanzlänge von sieben bis neuneinhalb Zentimetern. Sein Fell ist lang und erweckt den Eindruck, dass das Tier rundlich, ja fast fett wäre. Die Oberseite des Körpers ist grau und die Unterseite weißlich. Der Schwanz hat nur sehr wenig Haare, die dünn und sehr kurz sind. An den Vorderfüßen befinden sich vier Zehen, an den Hinterfüßen fünf. Die Ohren sind groß und rund.

## Verbreitung

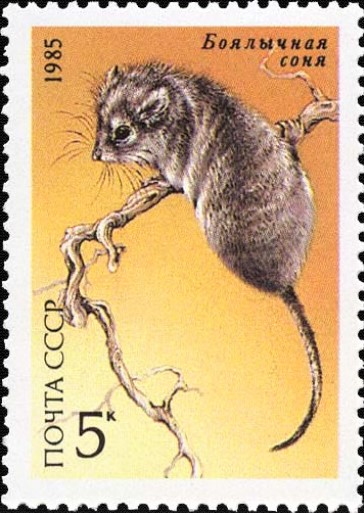
Selevinia betpakdalensis auf einer sowjetischen Briefmarke (1985)

Salzkrautbilche leben in der Betpak-dala-Wüste in Kasachstan. Dort ist es sehr trocken und es besteht ein hoher Salzgehalt im Boden, darum wachsen dort nur wenige Pflanzen wie beispielsweise Wermut und verschiedene Gräser.

## Lebensweise
Es wird vermutet, dass der Salzkrautbilch im Sommer ein Nomadenleben führt und somit keinen festen Erdbau hat. Im Winter allerdings hält er seinen Winterschlaf in selbstgegrabenen Bauen. Die Nahrung scheint überwiegend aus Insekten und anderen wirbellosen Tieren zu bestehen. Die Pflanzen seines Lebensraumes scheinen nur einen kleinen Teil der Nahrung auszumachen. Die Paarung erfolgt im frühen Sommer. Das Weibchen bringt dann bis zu acht Junge zur Welt.